# Xerobion camphorosmae
Xerobion camphorosmae är en insektsart. Xerobion camphorosmae ingår i släktet Xerobion och familjen långrörsbladlöss. Inga underarter finns listade i Catalogue of Life.